# Ninho do Açor e Sobral do Campo
Ninho do Açor e Sobral do Campo (oficialmente: União das Freguesias de Ninho do Açor e Sobral do Campo) é uma freguesia portuguesa do município de Castelo Branco, com 42,97 km² de área e 622 habitantes (censo de 2021). A sua densidade populacional é 14,5 hab./km².

## História
Foi constituída em 2013, no âmbito de uma reforma administrativa nacional, pela agregação das antigas freguesias de Ninho do Açor e Sobral do Campo e tem a sede em Sobral do Campo.

## Demografia
A população registada nos censos foi:
| Distribuição da População por Grupos Etários | Distribuição da População por Grupos Etários | Distribuição da População por Grupos Etários | Distribuição da População por Grupos Etários | Distribuição da População por Grupos Etários | Distribuição da População por Grupos Etários |
| -------------------------------------------- | -------------------------------------------- | -------------------------------------------- | -------------------------------------------- | -------------------------------------------- | -------------------------------------------- |
| Antes da agregação                           |                                              |                                              |                                              |                                              |                                              |
| Ano                                          | 0-14 anos                                    | 15-24 anos                                   | 25-64 anos                                   | >= 65 anos                                   | Total                                        |
| 2001                                         | 86                                           | 134                                          | 441                                          | 328                                          | 989                                          |
| 2011                                         | 57                                           | 59                                           | 354                                          | 276                                          | 746                                          |
| Após a agregação                             |                                              |                                              |                                              |                                              |                                              |
| Ano                                          | 0-14 anos                                    | 15-24 anos                                   | 25-64 anos                                   | >= 65 anos                                   | Total                                        |
| 2021                                         | 42                                           | 38                                           | 258                                          | 284                                          | 622                                          |